# Viggo Jarl
Viggo Hieronymus Jarl, född 28 november 1879, död 23 mars 1965, var en dansk skulptör. Han var bror till Axel och Carl Frederik Jarl.
Viggo Jarl, som var son till konferensrådet Vilhelm Jørgensen och Anna Plenge, skulpturerade huvudsakligen aktbilder i en av Auguste Rodin påverkad, tekniskt mycket driven stil.